# Daoguanhe Shuiku
Daoguanhe Shuiku är en reservoar i Kina. Den ligger i provinsen Hubei, i den centrala delen av landet, omkring 75 kilometer nordost om provinshuvudstaden Wuhan. Daoguanhe Shuiku ligger 75 meter över havet. Arean är 3,5 kvadratkilometer. I omgivningarna runt Daoguanhe Shuiku växer huvudsakligen savannskog. Den sträcker sig 3,1 kilometer i nord-sydlig riktning, och 4,2 kilometer i öst-västlig riktning.
Genomsnittlig årsnederbörd är 1 868 millimeter. Den regnigaste månaden är juli, med i genomsnitt 305 mm nederbörd, och den torraste är januari, med 48 mm nederbörd.